# Cro
Карло Вайбель (нем. Carlo Waibel род. 31 января 1990 года) — известный немецкий певец, рэпер, музыкальный продюсер и дизайнер. Свои песни описывает как смесь поп- и рэп-музыки, которую называет «Раопом» (нем. Raop).

## Биография
Карло Вайбель родился 31 января 1990 года. Посещал реальное училище в Гальденберге, Алене. Позже поступил в профессиональное училище в Штутгарте. Начал записывать музыку в 13 лет. Учился играть на пианино и гитаре. В 2009 году выпустил свой первый микстейп — Trash, 11 февраля 2011 года, второй под названием Meine Musik, который также был доступен для бесплатного скачивания в интернете. Примечательно, что свои микстейпы Кро создавал без чьей-либо помощи. В тот момент творчеством Кро заинтересовался немецкий хип-хоп певец Kaas. Помимо своей музыкальной карьеры, Кро с 2010 года стал заниматься дизайном одежды под маркой Vio Vio. После получения среднего школьного образования, он также окончил образование в качестве медиадизайнера и стал работать в издании Штутгартской газеты в качестве рисовальщика.
Помимо Кааса, Кро заинтересовался Себастьян Андрей Швайцер, основатель независимого лейбла Chimperator Productions. В конце сентября, лейбл выпустил новый документальный фильм, рассказывающий и новом музыканте, после чего Кро стал объектом многочисленных обсуждений на форумах. В октябре 2011 года Швайцер объявил, что заключил контракт с Кро.
В ноябре 2011 года был выпущен видеоклип Easy, режиссёром которого выступил Харрис Ходофик. В клипе анонсировался предстоящий выход нового микстейпа от Кро на сайте tape.tv. Через несколько дней клип был загружен на YouTube и в течение первых двух недель набрал свыше 500 000 просмотров, на начало 2012 года, количество просмотров клипа достигло 12 000 000 просмотров, а на середину мая — 16 000 000. Американский блог hypetrak.com также стал распространять информацию о клипе и Кро среди англоязычных интернет-пользователей. Известный немецкий певец Ян Делай опубликовал видео на своей странице в Фейсбуке, где утверждал, что Кро является «будущим немецкого рэпа». Также до официального выпуска микстейпа, были выпущены клипы Easy, Hi Kids и Kein Benz. 1 декабря Кро был приглашён на телешоу NeoParadise телеканала ZDFneo, где он исполнил отрывки песен из микстейпов Meine Musik и Easy. Через день лейбл Chimperator Productions выпустил новый микстейп Easy, который был доступен для бесплатного скачивания на официальном сайте.
В начале 2012 года Кро заключил контракт с Universal Music Publishing Group. 27 января 2012 года Кро организовал концертный тур под названием Pandas gone wild!, где ему аккомпанировал Psaiko.Dino. В феврале количество просмотров музыки Easy на сайте YouTube достигло 1 000 000 просмотров. По данным на май, количество просмотров выросло до 3 000 000. 23 марта 2012 года микстейп Easy был выпущен уже как сингл. Было выпущено также ограниченное издание, которое включало такие клипы, как Hi Kids, Lieblingssong и Konfetti, которые были созданы при сотрудничестве музыкантов Ahzumjot и Rockstah. Сингл Easy занял в немецких чартах вторую позицию.
В июне 2012 года сингл Easy получил золотой статус, а количество просмотров на YouTube достигло 20 000 000. С 29 июня по 1 июля, Кро выпускал ежедневно новые синглы: Du, King of Raop, и Meine Zeit. Для каждого сингла также были сняты видеоклипы. 6 июля Кро выпустил свой первый альбом Raop. По данным на июль 2012 года синглы Easy, Hi Kids, Du, King of Raop, и Meine Zeit вошли в список топ-100 синглов в немецких чартах.
7 сентября 2012 года Кро выпустил три микстейпа под названием Maop, которые включали в себя 16 ремиксов песен из альбома Raop. 28 сентября Кро принял участие в конкурсе песни Бундесвидения, где его музыка, созданная при сотрудничестве с Die Orsons получила пятое место. 19 октября Кро выпустил трек 1 Millionen, который стал доступен на iTunes Store для бесплатного скачивания. В результате через короткое время на сайте Facebook новый трек набрал более чем миллион фанатов. 21 октября к треку был выпущен видеоклип.
27 октября Кро выпустил музыкальный клип для своего пятого сингла Einmal um die Welt, выпущенного 2 ноября. В ноябре альбом Raop и синл Easy получили в Германии платиновый статус, а сингл Du — золотой. В Австрии Raop и Easy получили золотой статус, в Швейцарии также сингл Easy стал золотым. Кро также выиграл премию Бэмби в категории «Pop National»., а 6 декабря — выиграл премию 1LIVE Krone, за «лучший сингл» — Easy. Также это сингл был признан новинкой 2012 года в iTunes. А молодёжный телеканал MTV придал альбому Raop статус «альбома года».
В марте 2013 года Кро с альбомом Raop выиграл «премию швейцарской музыки» в категории «лучший международный urban-альбом». Кро также сотрудничал с H&M и создал серию дизайнерской одежды для мужчин и женщин, которая стала доступна для продажи 4 апреля.

## Выступления
Впервые Кро принимал участие в музыкальном туре в 2011 году с 30 октября по 7 ноября в качестве поддержки норвежской банды Madcon. Во время концерта и фотосессий Кро носил маску Панды. Psaiko.Dino, продюсер лейбла Chimperator Productions играл роль докладчика для Кро, в частности для видеоблогов.
27 января 2012 года Кро провёл свой собственный тур Pandas Gone Wild!, который закончился 25 февраля, за это время певец побывал в 10 немецких городах. 19 апреля Кро вместе с Ahzumjot и Rockstah принял участие в туре Hip Teens Wear Tight Jeans, который закончился 13 мая. 5 мая Кро принял участие в туре Road to Raop Festival, закончившийся 22 сентября, 1 октября в четвёртом туре Raop. 6 октября Кро выступал на немецком телешоу Wetten, dass..?.
Летом 2013 года Кро планирует провезти очередной тур Cro Open Air Tour 2013 в немецких и австрийских городах.

7 июня 2013 года выступил на ежегодном немецком рок-фестивале Rock Am Ring.
5 июня 2015 года впервые выступил в России в клубе Yota Space город Москва.
7 июня 2015 года впервые выступил в Санкт-Петербурге в ГлавClub (ЛДМ).

## Дискография

### Студийные альбомы
| Название | Подробности                                                                                  | Позиция в чартах | Позиция в чартах | Позиция в чартах | Сертификация                                       |
| Название | Подробности                                                                                  | Австр.           | Герм.            | Швейц.           | Сертификация                                       |
| -------- | -------------------------------------------------------------------------------------------- | ---------------- | ---------------- | ---------------- | -------------------------------------------------- |
| Raop     | - Выпущен: 6 июля 2012 года - Лэйбл: Chimperator Productions - Форматы: CD, digital download | 1                | 1                | 7                | - Австр.: Золото - Герм.: Платина - Швейц.: Золото |
| Melodie  | - Выпущен: 6 июня 2014 года - Лэйбл: Chimperator Productions - Форматы: CD, digital download | 1                | 1                | 1                | - Австр.: Золото - Герм.: Золото - Швейц.: Золото  |

### Микстейпы
| Название    | Подробности                                                                                    |
| ----------- | ---------------------------------------------------------------------------------------------- |
| Trash       | - Дата выхода: 2009 год - Лэйбл: нет - Формат: Digital download                                |
| Meine Musik | - Дата выхода: 11 февраля 2011 года - Лэйбл: нет - Формат: Digital download                    |
| Easy        | - Дата выхода: 2 декабря 2011 года - Лэйбл: Chimperator Productions - Формат: Digital download |

### Синглы
| Easy               | 2012 | 4  | 2  | 22 | - Австр.: Золото - Герм.: Платина - Швейц.: Золото | Raop |  |  |  |  |  |  |  |
| Du                 | 2012 | 10 | 2  | 42 | - Герм.: Золото                                    | Raop |  |  |  |  |  |  |  |
| King of Raop       | 2012 | 63 | 24 | —  | —                                                  | Raop |  |  |  |  |  |  |  |
| Meine Zeit         | 2012 | 69 | 33 | —  | —                                                  | Raop |  |  |  |  |  |  |  |
| Einmal um die Welt | 2012 | 1  | 8  | 27 | —                                                  | Raop |  |  |  |  |  |  |  |
|                    |      |    |    |    |                                                    |      |  |  |  |  |  |  |  |

### Прочая музыка, попавшая в чарты
| Hi Kids       | 2012 | 50 | 57 | Easy |  |  |  |  |  |  |  |  |  |
| Ein Teil      | 2012 | —  | 95 | Raop |  |  |  |  |  |  |  |  |  |
| Nie mehr      | 2012 | —  | 98 | Raop |  |  |  |  |  |  |  |  |  |
| 1 Millionen   | 2012 | 26 | —  | н/д  |  |  |  |  |  |  |  |  |  |
| Starting Over | 2012 | 63 | —  | н/д  |  |  |  |  |  |  |  |  |  |
|               |      |    |    |      |  |  |  |  |  |  |  |  |  |

### Клипы
| Название           | Год  | Режиссёр                     |
| ------------------ | ---- | ---------------------------- |
| Easy               | 2011 | Харрис Ходовик               |
| Du                 | 2012 | Нильс Мюнтер                 |
| King of Raop       | 2012 | Патрик Камаль                |
| Meine Zeit         | 2012 | Эндилио Ниминде              |
| 1 Million          | 2012 | -                            |
| Einmal um die Welt | 2012 | Рамон Ригони и Стефан Таубер |

## Номинации и награды
| Год  | Церемония                              | Категория                               | Произведение | Результат | Источники     |
| ---- | -------------------------------------- | --------------------------------------- | ------------ | --------- | ------------- |
| 2012 | 1LIVE Krone                            | Лучший альбом                           | Raop         | Номинация | [ 61 ] [ 62 ] |
| 2012 | 1LIVE Krone                            | Лучший сингл                            | Easy         | Победа    | [ 44 ]        |
| 2012 | Премия Бэмби                           | Национальный поп                        | н/д          | Победа    | [ 43 ]        |
| 2012 | премии Hiphop.de                       | Лучшая страница в фейсбуке              | /cromusic    | Номинация | [ 63 ] [ 64 ] |
| 2012 | премии Hiphop.de                       | Лучшая новинка — национальная           | н/д          | Номинация | [ 63 ] [ 64 ] |
| 2012 | премии Hiphop.de                       | Лучшее рэп-соло — национальное          | н/д          | Номинация | [ 63 ] [ 64 ] |
| 2012 | премии Hiphop.de                       | Лучший выпуск — национальный            | Raop         | Номинация | [ 63 ] [ 64 ] |
| 2012 | премии Hiphop.de                       | Лучшая песня — национальная             | Du           | Номинация | [ 63 ] [ 64 ] |
| 2012 | премии Hiphop.de                       | Лучшее видео — национальное             | Meine Zeit   | Номинация | [ 63 ] [ 64 ] |
| 2012 | 19-я церемония MTV Europe Music Awards | Лучшая немецкая роль                    | н/д          | Номинация | [ 65 ]        |
| 2012 | World Music Awards                     | Лучшая музыка в мире                    | Easy         | Ожидается | [ 66 ]        |
| 2012 | World Music Awards                     | Лучшее видео в мире                     | Easy         | Ожидается | [ 67 ]        |
| 2012 | World Music Awards                     | Лучший в мире мужской артист            | н/д          | Ожидается | [ 68 ]        |
| 2013 | Swiss Music Awards                     | Лучший городской альбом — международный | Raop         | Победа    | [ 47 ]        |